# Roman Mucha (hokeista)
Roman Mucha (ur. 24 listopada 1965 w Martinie) – słowacki hokeista, trener.

## Kariera
- HC Koszyce (1986-1987)
- MHC Martin (1986-1989)
- HK Nitra (1990-1991)
- ERSC Amberg (1992-1993)
- ERC Ingolstadt (1993-1995)
- MHC Martin (1996-1997)
- EC Pfaffenhofen (1997-1998)
- Sterzing/Vipiteno (1998)
- EC Pfaffenhofen (1998-1999)
- MHC Martin (1999)
- Mohawk Valley Prowlers (1999-2000)
- Unia Oświęcim (2000-2001)
- Sterzing/Vipiteno (2001)
- Brixen/Bressanone (2001-2002)
- MsHK Žilina (2002)
- MHC Martin (2002-2003)
- Brixen/Bressanone (2003)
- HC Torinovalpe (2003)
- MHC Martin (2003)
- MsHK Żylina (2003)
- MHC Martin (2003-2005)
- HK 36 Skalica (2005)
- MŠHK Prievidza (2005-2006)
- EC Pfaffenhofen (2006-2008)
- KH Sanok (2008)
- EHC Waldkraiburg (2009-2010)
- ESV Königsbrunn (2009-2011)
- ESV Burgau 2000 (2011-2015)
- EHC Königsbrunn (2015-2016)

Występował w polskiej lidze: wpierw w barwach klubu z Oświęcimia w sezonie 2000/2001, a następnie z Sanoka w pierwszej części sezonu 2008/2009 do grudnia 2008. Od 2009 ponownie podjął grę w Niemczech, w klubach czwartej i piątej klasy rozgrywkowej. Od 2010 w ESV Königsbrunn, zaś od 2011 jest zawodnikiem ESV z Burgau. W wieku niespełna 48 lat został zgłoszony do sezonu 2013/2014. 22 października 2013 zdobył gola w inauguracyjnym meczu edycji Landesligi Południe/Wschód. Od sierpnia 2015 ponownie zawodnik EHC Königsbrunn w niemieckiej piątej klasie ligowej. 
W ostatnim sezonie swojej kariery zawodniczej 2015/2016 był grającym asystentem trenera EHC Königsbrunn. Od końca maja 2017 przez dwa sezony (2017/2018 i 2018/2019) do kwietnia 2019 był głównym trenerem EA Schongau w czwartym poziomie rozgrywkowym w Niemczech.

## Sukcesy
Klubowe
- Puchar Polski: 2000 z Unią Oświęcim
- Złoty medal mistrzostw Polski: 2001 z Unią Oświęcim